# Grube Hansa (Tröbitz)

Friedrich August III.in der Grube Hansa Tröbitz

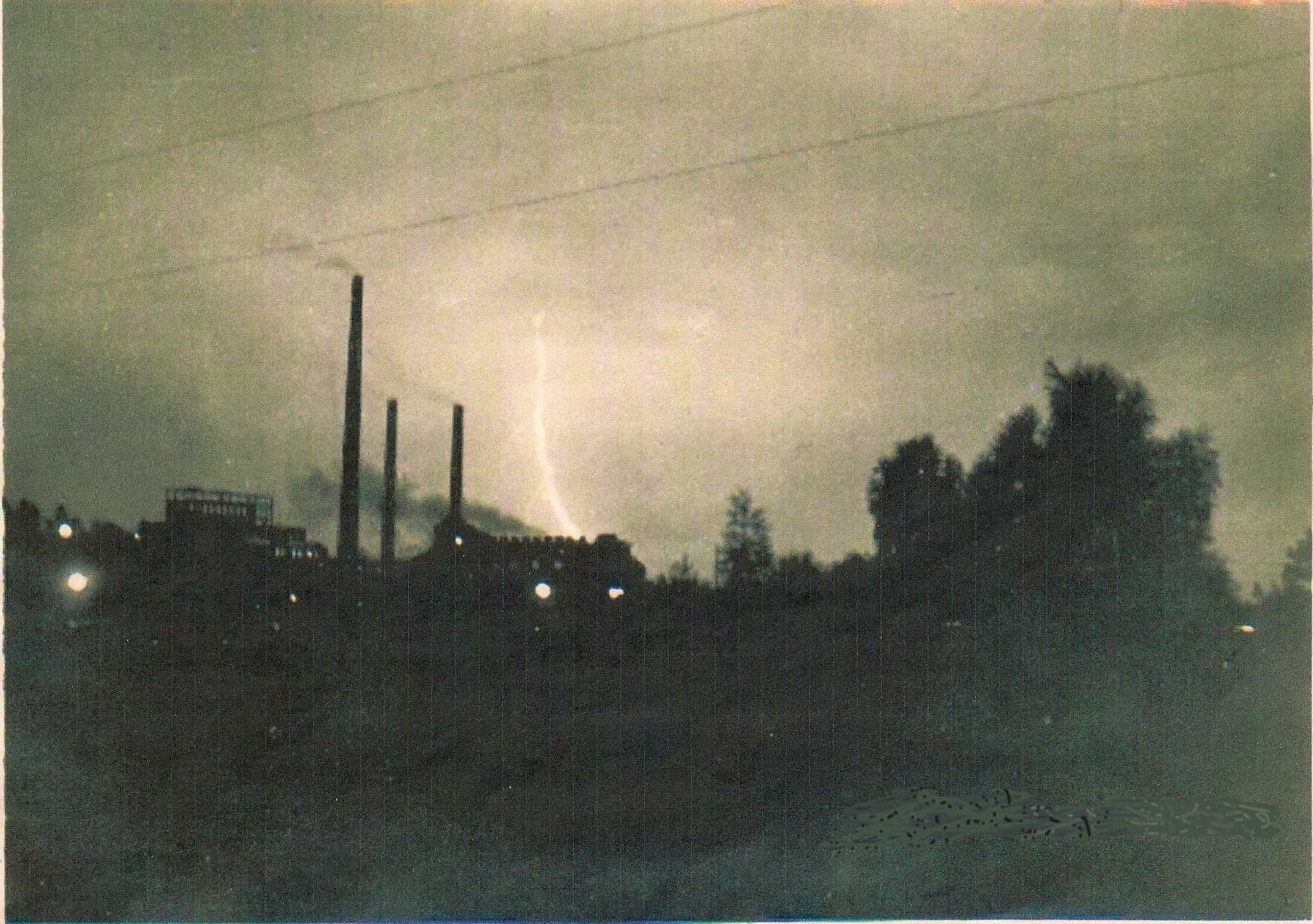
Grube Hansa Tröbitz ca. 1910

Die Grube Hansa ist eine stillgelegte Braunkohlengrube im südbrandenburgischen Tröbitz.

## Geschichte
Die ersten Abbaurechte auf dem Areal der späteren Grube Hansa in Tröbitz wurden schon in den Jahren 1869/70 durch einen Herrn Schwabach zu einem Preis von 2 Reichsmark/t erworben.
Um die Jahrhundertwende übernahmen die Senftenberger Kohlenwerke AG, Berlin, durch den damaligen Repräsentanten Carl Albert Schulz, diese Rechte, eröffneten den Tagebau und ließen die Brikettfabrik bauen.  Zu dieser Gesellschaft gehörten außerdem die Gruben Elisabeth-Glück bei Senftenberg und die Grube Ida bei Doberlug.
Als im Jahr 1906 die Fa. Senftenberger Kohlenwerke AG in den Konkurs ging, übernahm die Familie Wilhelm Werhahn, Neuss, über den Verwalter Richard Geistmeier (Kirchhain), die Grube einschließlich Brikettfabrik und konnte diese dann mit großem persönlichen Engagement weiter ausbauen.
Dieses persönliche Engagement der Familie Werhahn für die wirtschaftliche Entwicklung des Betriebes und der ganzen Region wurde im Jahre 1911 durch einen Visitationsbesuch des letzten sächsischen Königs, Friedrich August III., gewürdigt. Der König wurde durch Peter Werhahn, Bruder des Großindustriellen Wilhelm Werhahn, in der Grube Hansa in Tröbitz begrüßt.
Ab dem Jahr 1924 wurde die Grube Hansa durch Wilhelm Cornelius Werhahn geleitet.
Die ältesten vorliegenden Leistungszahlen stammen aus dem Jahre 1922, als 160.000 Tonnen Brikett produziert wurden. Nachdem der Name der Firma unter demselben Besitzer im Laufe der Jahre mehrmals wechselte, wurde die Grube Hansa im August 1946 unter Treuhandschaft gestellt, am 1. Januar 1947 dem Brandenburgischen Bergbau, Landeseigene Betriebe, Hauptverwaltung Senftenberg und am 1. Juli 1948 den Volkseigenen Betrieben, Revierverwaltung Mückenberg, übergeben.
Die Brikettfabrik stellte 1952 zu Pfingsten die Produktion ein; die endgültige Stilllegung der Braunkohlengrube erfolgte 1961.